# Logică multimodală
O logică multimodală este o logică modală care are mai mult de un operator modal primitiv.
O logică modală cu n operatori modali unari primitivi {\displaystyle \Box _{i},i\in \{1,\ldots ,n\}} se numește n-logică modală. 
Dați fiind acești operatori, se pot adăuga întotdeauna {\displaystyle \Diamond _{i}} operatori modali definiți ca {\displaystyle \Diamond _{i}P} dacă și numai dacă {\displaystyle \lnot \Box _{i}\lnot P}.
Poate că primul exemplu de 2-logică modală este logica tensionată a lui Arthur Prior⁠(en)[traduceți], cu două modalități, F și P, care corespund la „cândva în viitor” și la „cândva în trecut”. O logică cu infinit de multe modalități este (propozițional) logică dinamică, introdusă în 1976 și având un operator modal separat pentru fiecare expresie regulată. O versiune de logică temporală introdusă în 1977 și destinată verificării de program are două modalități, corespunzând modalităților [A] și [A*] ale logicii dinamice pentru un singur program A, înțelese ca întreg universul făcând un pas înainte în timp. Termenul însuși de logică multimodală nu a fost introdus până în 1980. Un alt exemplu de logică multimodală este logica Hennessy–Milner, ea însăși un fragment din calculul modal μ mai expresiv care este, de asemenea, o logică a punctului.
Logica multimodală poate fi utilizată, de asemenea, pentru a formaliza un fel de reprezentare a științei: motivarea logicii epistemice este aceea de a permite mai mulți agenți (ei sunt considerați ca subiecți capabili să-și formeze convingeri, cunoștințe) și de a gestiona credința sau știința fiecărui agent, astfel încât să poată fi formate aserțiuni epistemice despre ele. Operatorul modal {\displaystyle \Box } trebuie să fie capabil de a contabiliza știința fiecărui agent; de aceea {\displaystyle \Box _{i}} trebuie să fie indexate pe setul agenților. Motivația este că {\displaystyle \Box _{i}\alpha } ar trebui să afirme că „Subiectul i are cunoștințe despre {\displaystyle \alpha } ca fiind adevărat”. Dar poate fi folosit, de asemenea, pentru formalizarea: „Subiectul i crede {\displaystyle \alpha }”. Pentru formalizarea sensului bazată pe abordarea lumii semantice posibile, poate fi folosită o generalizare multimodală a semanticii Kripke: în loc de o singură relație de accesibilitate „comună”, există o serie a lor,  indexată pe un set de agenți.

## Legături externe
- en  Stanford Encyclopedia of Philosophy: "Modal logic" – by James Garson.